# A-491

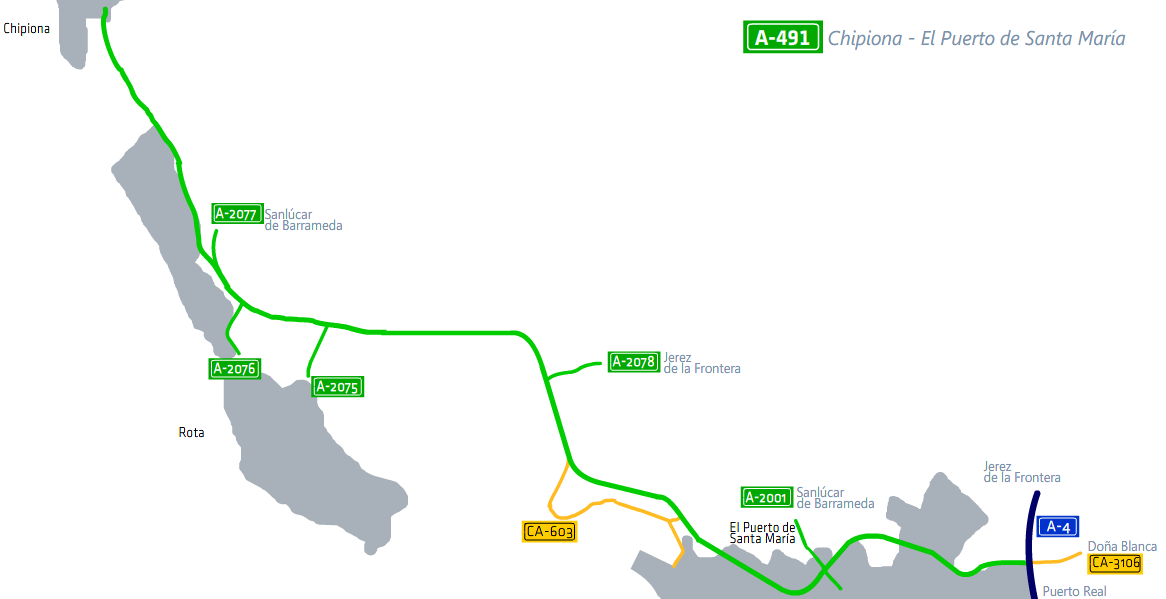
Route A491

La A-491 est une route autonome andalouse qui relie El Puerto de Santa María à Chipiona. 
Elle est sous forme de voie rapide pour le contournement d'El Puerto de Santa María. On l'appelle aussi Variante de Rota a El Puerto

Elle entoure la ville d'El Puerto de Santa María du nord au sud par l'ouest de l'agglomération.
D'une longueur de 3,6 kilomètres environ, elle relie la CA-31 et CA-32 non loin de la A-4 à la fin de la voie rapide à l'ouest de la ville.
Elle dessert tout le nord d'El Puerto de Santa María ainsi que les petites communes aux alentours.
C'est une voie express 2x2 voies séparée par un terre-plein central.

## Tracé
- Elle débute au nord d'El Puerto de Santa María à la bifurcation avec la CA-31 qui pénètre par le nord depuis l'A-4 et la CA-32 qui la relie à Puerto Real.
- Elle se termine en passant à 1x1 voie à l'ouest de la ville pour continuer jusqu'à Chipiona.

## Sorties
| Numéro de la sortie | Nom de la sortie                                                                                                  | Bifurcation |
| ------------------- | --- | ----------- |
|                     | Jerez de la Frontera - Aéroport de Jerez A-4 El Puerto de Santa María Centre - Puerto Real - Cadix                | CA-31 CA-32 |
| 01                  | El Puerto de Santa María Centre - El Puerto de Santa María-Carreterra de Sanlùcar Sanlucar de Barrameda           |             |
| 02                  | El Puerto de Santa María Centre - El Puerto de Santa María-Calle de Pintor Juan Sanchez La Valenciana - Vallealto | A-2001      |
| 03                  | El Puerto de Santa María Sud Vistahermosa - Funetebravia                                                          | CA-603      |
|                     | Chipiona | A-491       |